# 背羽须虫
背羽须虫（学名：Pterocirrus notoensis）为叶须虫科羽须虫属的动物。分布于日本以及中国大陆的西沙群岛等地。